# Douchy-lès-Ayette
Douchy-lès-Ayette ist eine französische Gemeinde mit 295 Einwohnern (Stand: 1. Januar 2022) im Département Pas-de-Calais in der Region Hauts-de-France. Sie gehört zum Kanton Bapaume im Arrondissement Arras.

## Lage
Die Gemeinde Douchy-lès-Ayette liegt am Südrand des Artois, 14 Kilometer südsüdwestlich von Arras. Nachbargemeinden von Douchy-lès-Ayette sind Boiry-Sainte-Rictrude im Nordosten, Ayette im Südosten, Bucquoy im Südwesten, Monchy-au-Bois im Westen sowie Adinfer im Nordwesten. An der Grenze zur Gemeinde Bucquoy entspringt der Fluss Cojeul.

## Bevölkerungsentwicklung
| Jahr                       | 1962 | 1968 | 1975 | 1982 | 1990 | 1999 | 2007 | 2013 | 2022 |
| -------------------------- | ---- | ---- | ---- | ---- | ---- | ---- | ---- | ---- | ---- |
| Einwohner                  | 332  | 309  | 288  | 295  | 321  | 312  | 317  | 300  | 295  |
| Quellen: Cassini und INSEE |      |      |      |      |      |      |      |      |      |

## Sehenswürdigkeiten

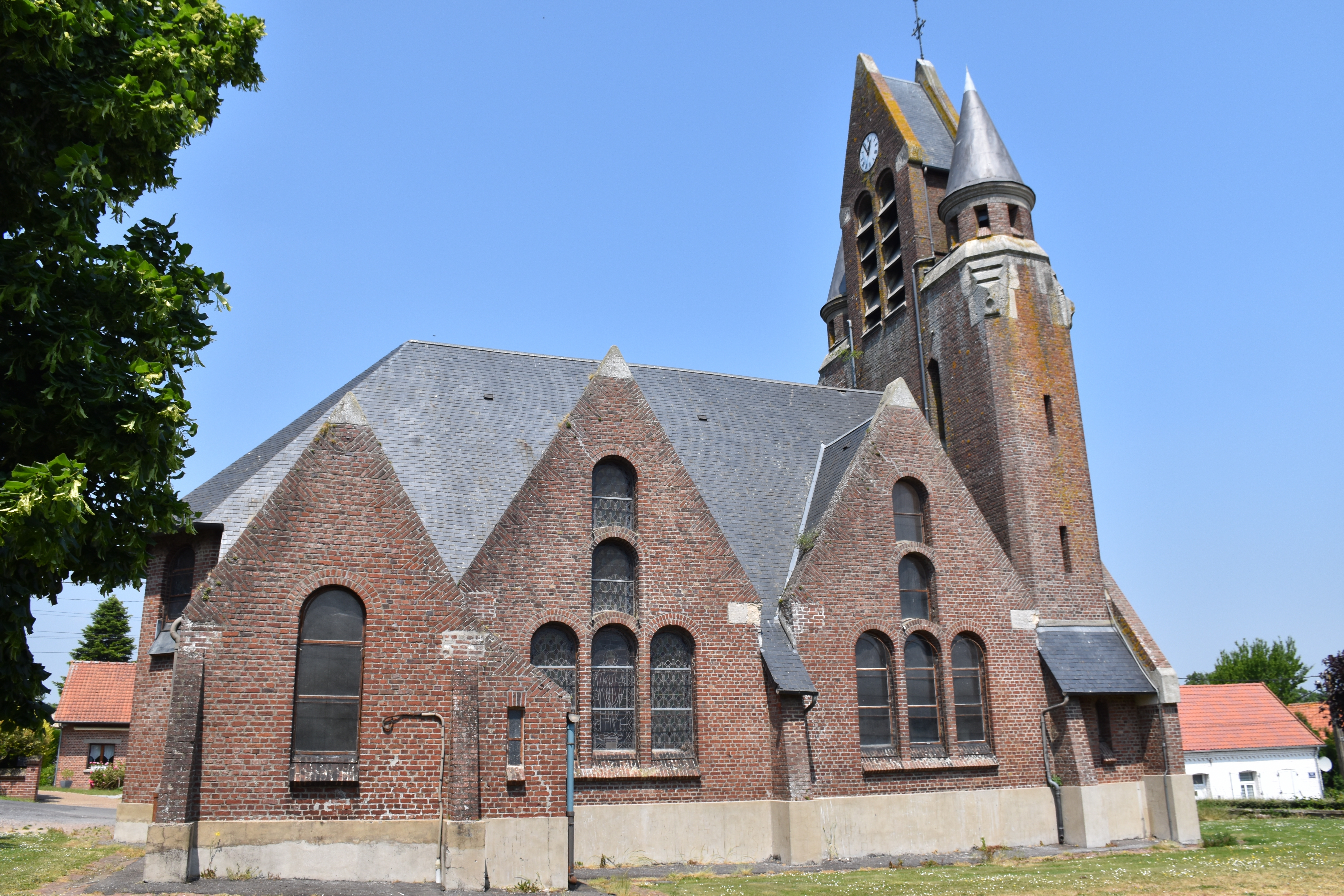
Kirche Saint-Vaast
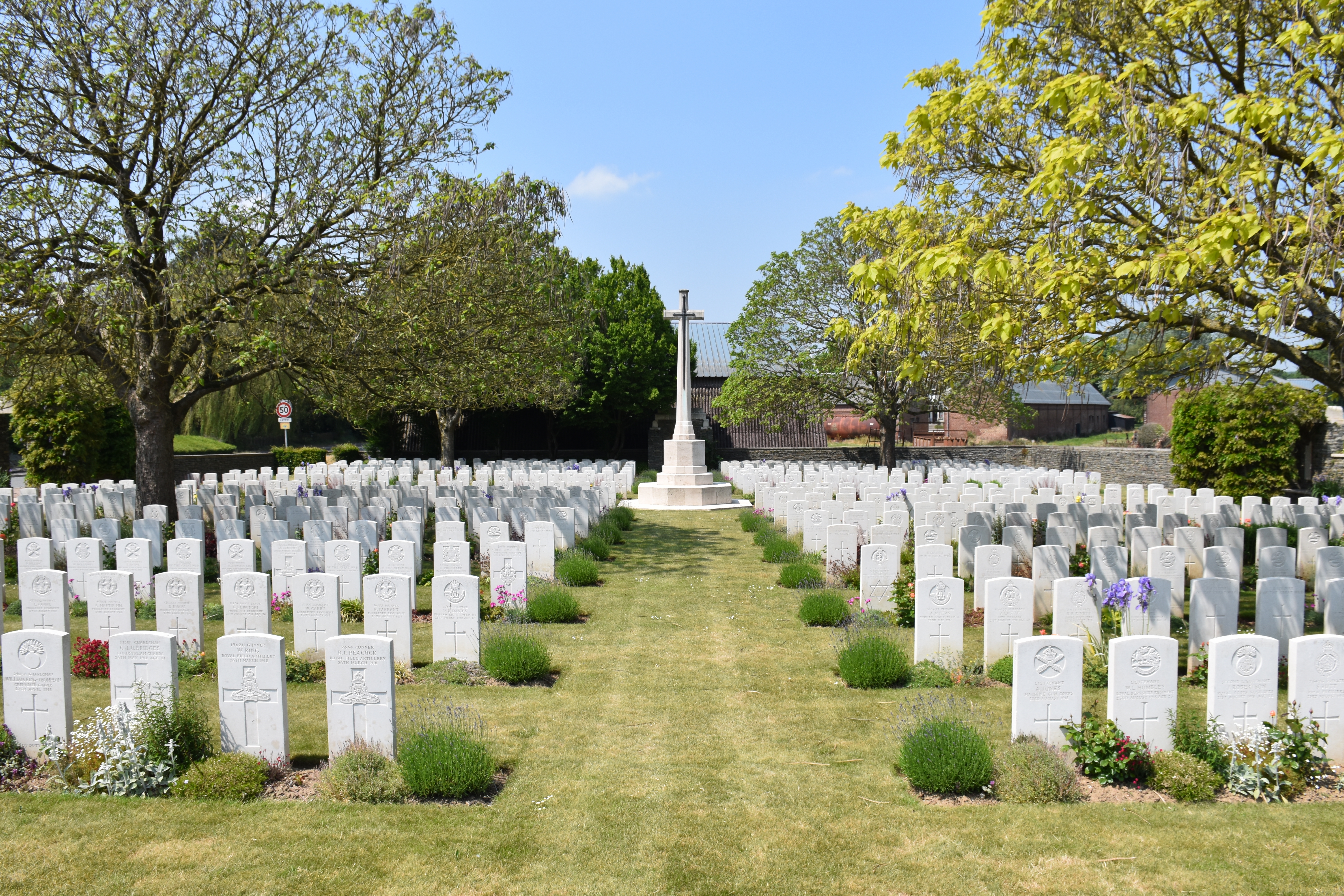
britischer Soldatenfriedhof
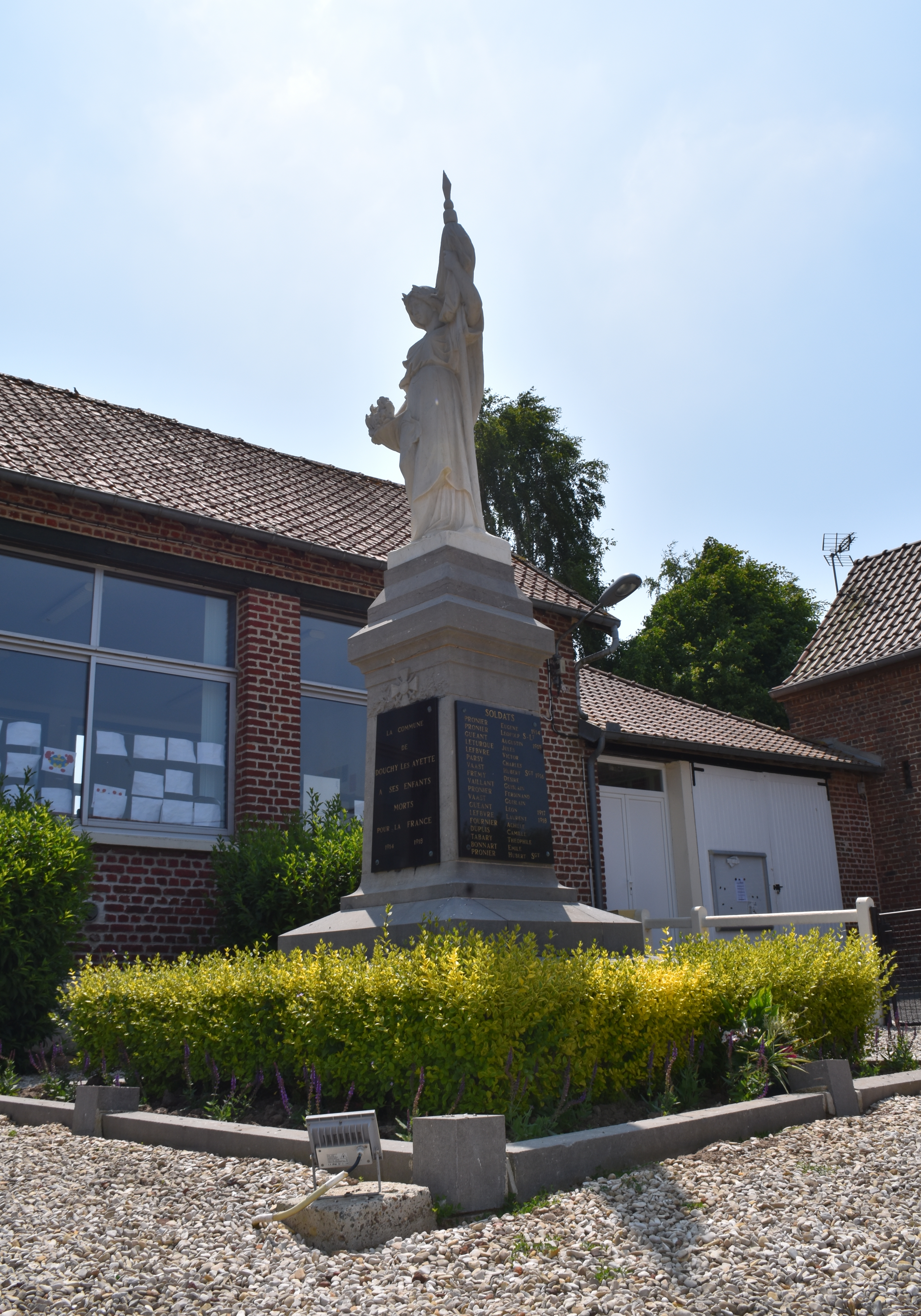
Gefallenendenkmal

- Kirche Saint-Vaast
- Britischer Soldatenfriedhof
- Gefallenendenkmal